# جون ديفين (لاعب كرة قدم مواليد 1969)
جون ديفين (بالإنجليزية: John Devine)‏ هو مدرب كرة قدم ولاعب كرة قدم بريطاني في مركز الدفاع، ولد في 27 يناير 1969 في Carrickfergus ‏ في المملكة المتحدة. شارك مع منتخب أيرلندا الشمالية تحت 21 سنة لكرة القدم ومنتخب أيرلندا الشمالية تحت 23 سنة لكرة القدم ومنتخب أيرلندا الشمالية لكرة القدم. أما مع النوادي، فقد لعب مع غلينافون وغلينتوران ونادي كوليرين.

## وصلات خارجية
- جون ديفين (لاعب كرة قدم مواليد 1969) على موقع قاعدة بيانات كرة القدم.إي يو (الإنجليزية)
- جون ديفين (لاعب كرة قدم مواليد 1969) على موقع ناشيونال فوتبول تيمز (الإنجليزية)
- جون ديفين (لاعب كرة قدم مواليد 1969) على موقع عالم كرة القدم.نت (الإنجليزية)